# WCYQ
WCYQ ist eine kommerzielle Radiostation in Knoxville, Tennessee. Die Station sendete ein Country-Musik-Format bis 2013. Sie gehört der E. W. Scripps Company.
Das Signal wird mit 100 kW vom Cross Mountain (1077 m) nördlich von Briceville abgestrahlt und kann im ganzen östlichen Tennessee und südöstlichen Kentucky, teilweise auch in Virginia, North Carolina, West Virginia und Georgia gehört werden.

## Geschichte
Eine Station startete ihren betrieb im September 1921 als WNOX. Die Mittelwellenstation WNOX-AM gehörte ebenfalls der E. W. Scripps Company. In den 1960ern strahlte WNOX ein Top-40-Radioformat aus. 1974 startete die heutige UKW-Station.

## Publikationen
- Ed Hooper (2009): Knoxville's WNOX. Arcadia Publishing. ISBN 978-0-7385-6653-5